# Paris (Texas)
 For alternative betydninger, se Paris (flertydig). (Se også artikler, som begynder med Paris)
Paris er en amerikansk by og administrativt centrum for det amerikanske county Lamar County, i staten Texas. I 2000 havde byen et indbyggertal på 25.898.
Filmen Paris, Texas refererer til denne by, men foregår ikke i den.

## Ekstern henvisning
- Paris hjemmeside (engelsk)

33°39′45″N 95°32′52″V / 33.66250°N 95.54778°V